# 高橋誠 (ヴァイオリニスト)
高橋 誠（たかはし せい、1974年2月20日 - ）は、日本のジャズ・ヴァイオリニスト、作曲家。

## 人物
岡山県小田郡矢掛町生まれ、岡山市、大阪、広島、千葉育ち。東海地方、首都圏を拠点に全国で活動を行う。ヨーロピアンジャズ、アラブ、ジプシー系ヴァイオリニスト。
愛知県立芸術大学卒業。在学中よりタンゴ、ヨーロッパを中心とする民族音楽（ジプシーなど）、ジャズに興味を持ちバンド「高橋誠アコースティックバンド」、「Anima」を結成。卒業後は東海地方を拠点に活動。

## 演奏スタイル
- ジャズ的インプロヴィゼイション（即興演奏）奏者。
- 東欧～スペインに分布する、インドを起源とするかつての「ジプシー（ロマ）」の伝統音楽や、20世紀初めにフランスを 中心に世界中で流行したジプシー・スウィング・ジャズやミュゼット等を主としたレパートリーを多く持つ。
- バンド活動を多く行うが、+ピアノや、+アコーディオン・ギター等の小編成からオーケストラとの共演まで、その音楽性 の多彩さに合わせ演奏形態は自在であり、多岐に渡る。
- 演奏活動のほかに作曲・編曲活動も積極的に行う。

## 活動
- 2009年　パリの "Café de Paris" でライブを成功させる。また、オリジナル作品「サバーチカ」がパリの演劇祭で使用される。
- 2010年　帝国ホテル開業120周年記念イベント"Imperial Jazz Special 120"に出演。
- 2012年
  - 河村隆一、L'Arc〜en〜Cielなどのストリングスチームをまとめる。
  - ハンガリーの「ラースロー・ベルキとジプシー楽団」と来日公演にて共演。
- 2013年　五木ひろしのアルバム「ブルース」制作でフィーチャーされ、国内外のライブ、ディナーショウ等にバンド マスターとして参加。
- 2014年
  - 劇団ユニット黒鯛プロデュースにより高橋誠の為に書き下ろされた舞台「勝手にワールドツアー」に出演。
  - ｢江戸川JAZZ｣5組の出演枠に日野皓正、山中千尋、土岐麻子らとともに選ばれる。
- 2015年　劇団ユニット黒鯛プロデュース「勝手にワールドツアー」が下北沢音楽祭25周年クロージング特別公演に選ばれる。
- 2016年　石井竜也のアルバム「BLACK DIAMOND」にソリストとして参加。
- 2017年　アイルランドの国宝級バンド「ザ・チーフタンズ」の来日公演にゲスト出演。
- 2017年-2018年 名東文化小劇場「めいとうジャズシリーズvol.21｣（全4公演）に出演。全公演で次回公演販売枚数の新記録を達成する。
- 2018年
  - 豊島区立舞台芸術センターにて公益財団法人としま未来文化財団・豊島区主催公演「VIVA! GYPSY MUSIC～音楽の旅路」に出演。
  - 倉敷音楽祭に招聘アーティストとして出演[1]。
  - ジャンゴ・ラインハルトの最も忠実な後継者といわれるマヌーシュ・スタイル（ジプシー・ジャズ）のギタリスト、チャボロ・シュミット（ギター）の来日公演にゲスト出演[2]。

### その他
- 名古屋ブルーノートに4回出演（うち3回は自身のバンドで出演、1回は五木ひろしのライブにバンドマスターとして出演）
- 全国各地で年間200本を超えるライブ・コンサートに出演。また数多くのイベント、CD録音のサポートも行う。

## メディア出演
- 2014年4月からCBCにて｢高橋誠の心音(ハートビート)｣放送中[3]。

## 共演者
- バリントン・ヘンダーソン
- ラリー・ボールデン
- 森本レオ
- 向井滋春
- 寺井尚子
- 君島十和子
- 五木ひろし
- 河村隆一
- L'Arc〜en〜Ciel
- ラースロー・ベルキとジプシー楽団
- ザ・チーフタンズ
- チャボロ・シュミット
- 倉沢大樹